# Zanikowe zapalenie nosa świń
Zanikowe zapalenie nosa świń (łac. Rhinitis atrophica suum) – choroba świń wywoływana przez bakterie Pasteurella multocida oraz Bordetella bronchiseptica. Choroba ta powoduje zaburzenia w rozwoju świń oraz deformację nosa i ryja.

## Objawy
Przebieg choroby jest zwykle przewlekły. W związku z tym pierwsze objawy kliniczne obserwuje się u prosiąt 6-8 tygodniowych. Występuje krwawienie z nosa. Również z nosa ma miejsce wyciek surowiczy przechodzący w śluzowy lub w śluzowo-ropny. Wskutek występującego świądu świnie obcierają się ryjem o różne przedmioty. Występuje również kichanie i prychanie. Po dalszych kilku tygodniach choroby dochodzi do deformacji ryja. Zostaje zahamowany wzrost kości szczęki. Jest ona krótsza od żuchwy. Następuje marszczenie się skóry za tarczą ryja.

## Zmiany anatomopatologiczne
Choroba charakteryzuje się zanikiem małżowin nosowych. Stopień zaniku może być różny. W powiększonych w ten sposób jamach nosowych występują złogi mas śluzowo-ropnych, czasami dodatkowo wymieszanych z krwią. Przegroda nosowa może być zgrubiała i wykrzywiona. Może nastąpić odwapnienie zębów. Przy powikłaniach mogą nastąpić zmiany zapalne w prawie wszystkich narządach.

## Rozpoznawanie
Chorobę dość łatwo rozpoznać u zwierząt młodych. Zwierzęta starsze chorują bez wyraźnych objawów, w związku z tym rozpoznanie prawidłowe tej choroby jest trudne. Badaniem pomocnym są zdjęcia RTG zatok nosowych.
Obecnie najlepszą metodą wykrycia ZZZN jest badanie laboratoryjne testem ELISA.

## Rozpoznanie różnicowe
Należy wykluczyć zapalenie płuc oraz zapalenia błony śluzowej nosa na tle niezakaźnym.

## Leczenie
Polepszenie warunków bytowania oraz jakości karmy w połączeniu z kuracją antybiotykową powoduje poprawę stanu zdrowia.

## Zapobieganie
Dobre warunki środowiskowo-żywieniowe, wczesne usuwanie z chlewni zwierząt chorych. Selektywne usuwanie z chlewni macior, których potomstwo jest podatne na tę chorobę. Autoszczepionki ze szczepów chorobotwórczych.